# Liste der Bodendenkmäler in Hauzenberg
Auf dieser Seite sind die Bodendenkmäler in der niederbayerischen Stadt Hauzenberg zusammengestellt. Diese Tabelle ist eine Teilliste der Liste der Bodendenkmäler in Bayern. Grundlage ist die Bayerische Denkmalliste, die auf Basis des Bayerischen Denkmalschutzgesetzes vom 1. Oktober 1973 erstmals erstellt wurde und seither durch das Bayerische Landesamt für Denkmalpflege geführt wird. Die folgenden Angaben ersetzen nicht die rechtsverbindliche Auskunft der Denkmalschutzbehörde.

## Bodendenkmäler in Hauzenberg
| Lage       | Objekt | Akten-Nr.     | Bild |
| ---------- | --- | ------------- | ---- |
| (Standort) | Siedlung des Spätneolithikums (Chamer Gruppe) und der frühen Bronzezeit. | D-2-7347-0001 |      |
| (Standort) | Siedlung des Spätneolithikums (Chamer Gruppe) und der frühen Bronzezeit. | D-2-7347-0002 |      |
| (Standort) | Siedlung des Spätneolithikums (Chamer Gruppe) und der frühen Bronzezeit. | D-2-7347-0004 |      |
| (Standort) | Siedlung des Spätneolithikums (Chamer Gruppe). | D-2-7347-0005 |      |
| (Standort) | Burgstall des hohen oder späten Mittelalters („Burgstaffel“). | D-2-7347-0006 |      |
| (Standort) | Untertägige mittelalterliche und frühneuzeitliche Befunde und Funde im Bereich der ehemaligen Burg Freudensee.                                                                                              | D-2-7347-0007 |      |
| (Standort) | Burgstall des späten Mittelalters („Neuhaus“ oder „Hochhaus“). | D-2-7347-0009 |      |
| (Standort) | Siedlung des Spätneolithikums (Chamer Gruppe) und der frühen Bronzezeit. | D-2-7347-0010 |      |
| (Standort) | Siedlung oder Gräber vor- und frühgeschichtlicher Zeitstellung. | D-2-7347-0017 |      |
| (Standort) | Untertägige mittelalterliche und frühneuzeitliche Befunde und Funde im Bereich der katholischen Pfarrkirche St. Nikolaus von Haag und ihrer Vorgängerbauten.                                                | D-2-7347-0087 |      |
| (Standort) | Untertägige mittelalterliche und frühneuzeitliche Befunde und Funde im Bereich der katholischen Pfarrkirche St. Vitus von Hauzenberg und ihrer Vorgängerbauten mit aufgelassenem historischen Ortsfriedhof. | D-2-7347-0102 |      |
| (Standort) | Spätmittelalterlich-neuzeitlicher Erdstall oder Wassergang. | D-2-7347-0103 |      |
| (Standort) | Siedlung des Spätneolithikums (Chamer Gruppe) und der frühen Bronzezeit. | D-2-7347-0104 |      |
| (Standort) | Siedlung des Neolithikums. | D-2-7347-0115 |      |
| (Standort) | Burgstall des Mittelalters. | D-2-7348-0031 |      |